# أناكليت وامبا
أناكليت وامبا (بالفرنسية: Anaclet Wamba)‏ (مواليد 6 يناير 1960) هو ملاكم من جمهورية الكونغو، مثّل بلاده في الألعاب الأولمبية الصيفية 1980.

## روابط خارجية
أناكليت وامبا على موقع بوكس ريك (الإنجليزية) (registration required)
- أناكليت وامبا على موقع أوليمبيديا (الإنجليزية)